# علی پیرحسینلو
علی پیرحسین‌لو (زادهٔ ۱۳۵۹) فعال سیاسی- اجتماعی، نویسنده و روزنامه‌نگار ساکن ایران است. او دانش‌آموخته جامعه‌شناسی، عضو شورای مرکزی حزب اتحاد ملت ایران اسلامی و رئیس شعبه تهران این حزب است. پیرحسین‌لو در انتخابات ریاست‌جمهوری ۱۴۰۳ مسئول مناطق تهران در ستاد مسعود پزشکیان بود. وی تا سال ۱۳۹۶ مدیر شهرکتاب هفت‌چنار بود، از آن زمان تا سال ۱۴۰۰ در حوزه‌های اجتماعی و حمل‌ونقل و ترافیک شهرداری تهران فعال بوده و هم‌اکنون در بخش خصوصی به عنوان مدیر مشغول به کار است.

## زندگی‌نامه
علی پیرحسین‌لو در سال ۱۳۵۹ در تهران به دنیا آمد. وی از سال ۱۳۷۰ در مقطع راهنمایی وارد مدارس تیزهوشان شد و از دبیرستان علامه حلی تهران دیپلم خود را در رشته ریاضی فیزیک دریافت کرد. او در سال ۱۳۷۷ در رشته مهندسی کامپیوتر دانشگاه تهران پذیرفته و مشغول به تحصیل شد، اما چندی بعد به علوم اجتماعی تغییر رشته داد. علی پیرحسین‌لو در آن زمان از اعضای فعال انجمن اسلامی دانشجویان دانشگاه تهران و دبیر سیاسی انجمن اسلامی دانشکده فنی بود. وی سپس در سال‌های بعد به فعالیت‌های مطبوعاتی، اجتماعی، سیاسی و اجرایی مشغول بوده است. پیرحسین‌لو نویسنده وبلاگ «الپر» بود که در سال‌های اوج رونق وبلاگ‌ها از ۱۳۸۲ تا ۱۳۸۶ جزو وبلاگ‌های مشهور و پرطرفدار در حوزه‌های سیاسی و اجتماعی بود.

## تحصیلات
وی در سال ۱۳۹۲ دورهٔ کارشناسی ارشد جامعه‌شناسی را با گرایش توسعه محلی در دانشگاه تهران به پایان رسانده و هم‌اکنون دانشجوی دکتری رشته جامعه‌شناسی در گرایش «جامعه‌شناسی اقتصادی و توسعه» در دانشکده علوم اجتماعی دانشگاه تهران، و مشغول نگارش پایان‌نامه خود است.

## فعالیت روزنامه‌نگاری
علی پیرحسین‌لو در طول دهه هشتاد در تحریریه‌ی بسیاری از مطبوعات اصلاح‌طلب ازجمله نوروز، بنیان، یاس نو، جمهوریت، وقایع اتفاقیه، سرمایه، اقبال، کارگزاران و خبرگزاری ایلنا حضور داشته و در مقاطعی با روزنامه‌های ایران، همشهری و شرق نیز همکاری داشته است.

## فعالیت در شهرداری تهران
از سال ۱۳۹۶ و با روی کار آمدن اصلاح‌طلبان، علی پیرحسینلو در معاونت حمل و نقل و ترافیک شهرداری تهران مشغول به فعالیت شد و پروژه‌هایی همچون کمپین مقابله با آلودگی هوای تهران (دودبدرود)، دوچرخه اشتراکی بیدود، طرح ترافیک جدید، معاینه فنی برتر خودروها و اصلاح طرح ترافیک خبرنگاری را راهبری کرد. وی همچنین در معاونت اجتماعی به عنوان دبیر کمیسیون املاک بند ۶ ماده ۵۵ پیگیر بازپس‌گیری هزار ملک متعلق به شهرداری از متصرفان آنها بود. 
علی پیرحسین‌لو از ابتدای حضور علیرضا زاکانی در شهرداری تهران جزو منتقدان وی بود. وی در سال ۱۴۰۰ پانزده پیشنهاد را خطاب به زاکانی منتشر کرد که بخشی از آنها عملی شد. اما یک سال بعد در مصاحبه با انصاف‌نیوز به اعضای اصولگرای شورای شهر تهران در دوره ششم پیشنهاد داد که زاکانی را کنار بگذارند.   

## نطق انتقادی در جمع فعالان ستاد انتخاباتی
یک هفته پس از برگزاری انتخابات ریاست‌جمهوری چهاردهم، علی پیرحسین‌لو در مراسمی با عنوان «سپاس» که به منظور تقدیر از فعالان ستادهای انتخاباتی مسعود پزشکیان برگزار شده بود، در سخنانی به پزشکیان هشدار داد که به شعارها و وعده‌های انتخاباتی خود پایبند بماند، مدیران تکراری و کهنسال را کنار بگذارد و به نسل جدید اصلاح‌طلبان اعتماد کند. این سخنرانی بازتاب رسانه‌ای گسترده‌ای داشت. 

## خانواده
علی پیرحسین‌لو متأهل و دارای دو فرزند است. همسرش فاطمه ستوده نویسنده و مترجم است که آثار متعددی در حوزه داستان، کودک و نوجوان، فرزندپروری و روایت‌نویسی دارد.